# Kwidzyn (gmina wiejska)
Kwidzyn – gmina wiejska w województwie pomorskim, w powiecie kwidzyńskim. W latach 1975–1998 gmina położona była w województwie elbląskim.
W skład gminy wchodzi 28 sołectw: Baldram, Brachlewo, Brokowo, Bronno, Dankowo, Dubiel, Gniewskie Pole, Górki, Grabówko, Gurcz, Janowo, Kamionka, Korzeniewo, Licze, Lipianki, Mareza, Mareza Osiedle, Nowy Dwór, Obory, Ośno, Pastwa, Pawlice, Podzamcze, Rakowice, Rakowiec, Rozpędziny, Szałwinek, Tychnowy.
Siedziba gminy to Kwidzyn.
Według danych z 30 czerwca 2004 gminę zamieszkiwały 10 104 osoby.

## Struktura powierzchni
Według danych z roku 2002 gmina Kwidzyn ma obszar 207,25 km², w tym:
- użytki rolne: 67%
- użytki leśne: 20%

Gmina stanowi 24,83% powierzchni powiatu.

## Demografia

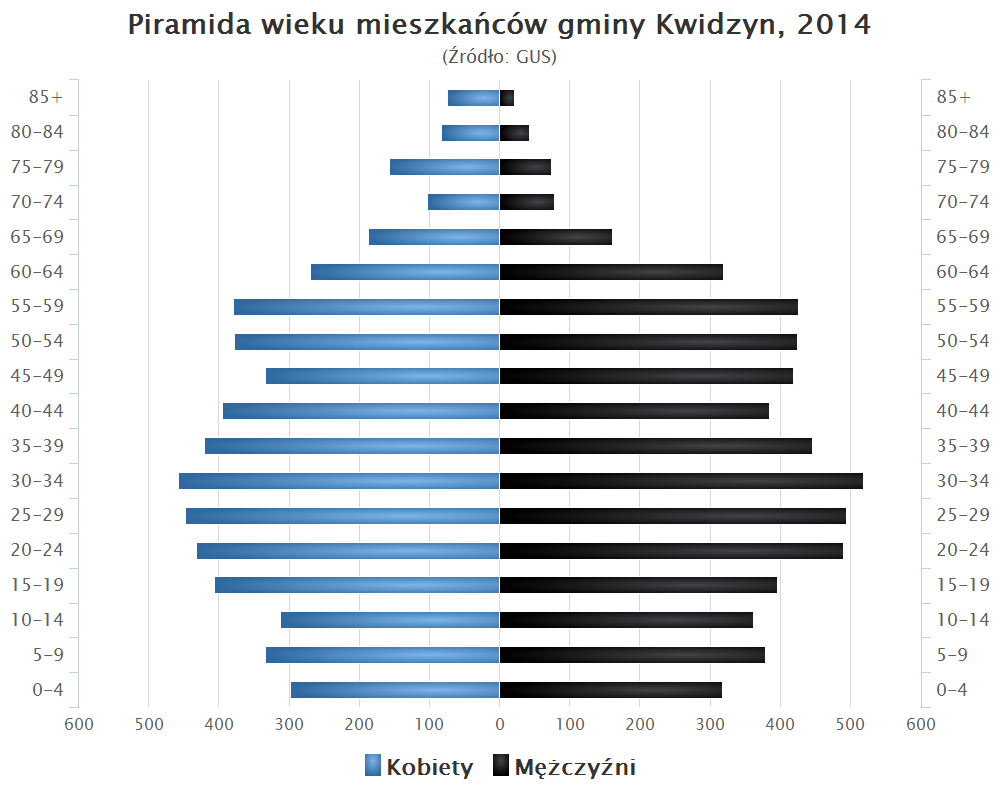
Piramida wieku mieszkańców gminy Kwidzyn w 2014 roku

Dane z 30 czerwca 2004:
| Opis                              | Ogółem | Ogółem | Kobiety | Kobiety | Mężczyźni | Mężczyźni |
| --------------------------------- | ------ | ------ | ------- | ------- | --------- | --------- |
| jednostka                         | osób   | %      | osób    | %       | osób      | %         |
| populacja                         | 10 104 | 100    | 4921    | 48,7    | 5183      | 51,3      |
| gęstość zaludnienia (mieszk./km²) | 48,8   | 48,8   | 23,7    | 23,7    | 25        | 25        |

## Ochrona przyrody
- Rezerwat przyrody Kwidzyńskie Ostnice

## Sąsiednie gminy
Gardeja, Gniew, Kwidzyn, Prabuty, Ryjewo, Sadlinki